# Chaetonychia
Chaetonychia, monotipski rod klinčićevki (Caryophyllaceae) iz zapadnog Sredozemlja; dio je tribusa Paronychieae.
Jedina vrsta je C. cymosa, jednogodišnja biljka sitnih cvjetova grupiranih u guste cvasti. naraste 3 do 10 cm visine.

## Sinonimi
- Chaetonychia echinata (Lam.) Samp.
- Ferriera echinata Bubani
- Illecebrum cymosum L.
- Illecebrum thymifolium Pourr. ex Willk. & Lange
- Paronychia cymosa (L.) DC.
- Paronychia echinata Lam.
- Plottzia cymosa (L.) Samp.
- Plottzia echinata (Lam.) Samp.